# Chi Herculis
Chi Herculis (χ Herculis, förkortat Chi Her, χ Her) som är stjärnans Bayerbeteckning, är en solliknande stjärna belägen i nordvästra delen av stjärnbilden Herkules. Den har en skenbar magnitud på 4,59 och är synlig för blotta ögat. Baserat på en årlig parallaxförskjutning på 62,92 mas, sett från jorden, beräknas den befinna sig på ett avstånd av ca 52 ljusår (15,9 parsek) från solen. Den har en relativt hög egenrörelse som visar en tvärgående rörelse på 0,769 bågsekunder per år.

## Egenskaper
Chi Herculis är en misstänkt dubbelstjärna där den primära komponenten är en huvudseriestjärna av typ G av spektralklass G0V Fe-0,8 CH-0,5, vilken anger stora brister på järn- och kolvätemolekyler. Den ytmagnetiska aktiviteten för stjärnan är tydligt lägre än den typiska nivån för normala stjärnor, och den anses därför vara en bra kandidat för att vara i en Maunder-minimifas. Stjärnan har en massa något större än solens och en radie som är 1,7 gånger solens radie. Den har en effektiv temperatur på 5 837 K, även den i paritet med solens. 
En följeslagare med en noterad cirkulär omloppsbana med en period på 51,3 dygn har publicerats. Andra källor bekräftar dock inte detta och därför är binariteten fortfarande ifrågasatt. Stjärnan har undersökts med avseende på närvaro av överskott på infrarött ljus som kan indikera en omkretsande stoftskiva, men inget sådant hittades.